# (39428) Emilybrontë
(39428) Emilybrontë ist ein Asteroid des Hauptgürtels, der am 29. September 1973 von dem niederländischen Astronomenehepaar Cornelis Johannes van Houten und Ingrid van Houten-Groeneveld entdeckt wurde. Die Entdeckung geschah im Rahmen der Zweiten Trojaner-Durchmusterung von 1973, bei der von Tom Gehrels mit dem 120-cm-Oschin-Schmidt-Teleskop des Palomar-Observatoriums aufgenommene Feldplatten an der Universität Leiden durchmustert wurden.
Der Asteroid gehört zur Nysa-Gruppe, einer nach (44) Nysa benannten Gruppe von Asteroiden (auch Hertha-Familie genannt, nach (135) Hertha). Er befindet sich in einer 1:2-Bahnresonanz mit dem Planeten Mars.
(39428) Emilybrontë wurde am 19. Februar 2006 nach der britischen Schriftstellerin Emily Brontë (1818–1848) benannt, die durch ihren unter dem Pseudonym Ellis Bell veröffentlichten einzigen Roman Wuthering Heights (deutsch: Sturmhöhe) bekannt wurde.